# 长背鲃
长背鲃（学名：Labiobarbus lineatus）为鲤科长背鲃属的鱼类。在中国，分布于澜沧江下游等。该物种的模式产地在老挝。该物种于1878年被描述。
其种加词“Lineatus”意为“有线纹的”。